# Estación General Cruz
General Cruz, originalmente llamada Itata, es una estación ubicada en la localidad llamada General Cruz en la comuna chilena de Pemuco. 

## Historia
Fue construida junto con el Ferrocarril Talcahuano - Chillán y Angol, e inaugurada en 1874. Luego pasó a formar parte de la Red Sur de Ferrocarriles del Estado. 
Fue, además, cabecera del ramal General Cruz-Camarico de trocha de 0,6 m hacia Pemuco y Cartago, inugurado en su primer tramo que llegaba hasta Pemuco a fines de 1908 y luego hasta Camarico en 1913, clausurado en 1943.
El actual edificio de la estación fue construido en la década de 1990.

## Infraestructura
Se encuentra una Oficina de Tráfico de EFE, encargada de otorgar las movilizaciones de los servicios de Largo Recorrido, pero no hay detenciones normales de servicios de pasajeros.